# Mahmut Tekdemir
Mahmut Tekdemir (født d. 20. januar 1988) er en tyrkisk professionel fodboldspiller, som spiller for Süper Lig-klubben İstanbul Başakşehir og Tyrkiets landshold.

## Klubkarriere

### İstanbul Başakşehir
Tekdemir har spillet hele sin professionelle karriere hos İstanbul Başakşehir, hvor han gjorde sin debut i 2007. Han holder rekorden for flest kampe i klubbens historie, med mere end 400 kampe for klubben i alle tunerninger.
Tekdemir var anfører for holdet, da de vandt deres første tyrkiske mesterskab i 2019-20 sæsonen.

## Landsholdskarriere

### Ungdomslandshold
Tekdemir har repræsenteret Tyrkiet på flere ungdomsniveau.

### Seniorlandshold
Tekdemir fik sin debut for seniorlandsholdet den 31. marts 2015.

## Titler

### İstanbul Başakşehir
- 1. Lig: 1 (2013-14)
- Süper Lig: 1 (2019-20)